# Freya North
Freya North (21 november 1967) is een Brits schrijfster. Haar boeken gaan over sterke vrouwelijke karakters. Als een van de voorgangers in de chicklit, zijn haar boeken kritisch en hebben ze financieel succes. 